# La Roma del Popolo

La Roma del Popolo fut l'ultime journal politique fondé, à Rome, par Giuseppe Mazzini en 1871.

## Histoire
Le journal est sorti régulièrement du 1er mars 1871 au 21 mars 1872 et a été précédé d'un dossier complet élaboré par Mazzini, publié le 9 février de cette même année. Au total, 56 numéros ont été publiés. Le directeur de la revue était Giuseppe Petroni.
La Roma del Popolo, dans le cadre de la presse mazzinienne, se présente comme le journal le plus « idéologique » du mazzinisme.

## Source
- (it) Cet article est partiellement ou en totalité issu de l’article de Wikipédia en italien intitulé « La Roma del Popolo » (voir la liste des auteurs).